# サン・カッシアーノ祭壇画

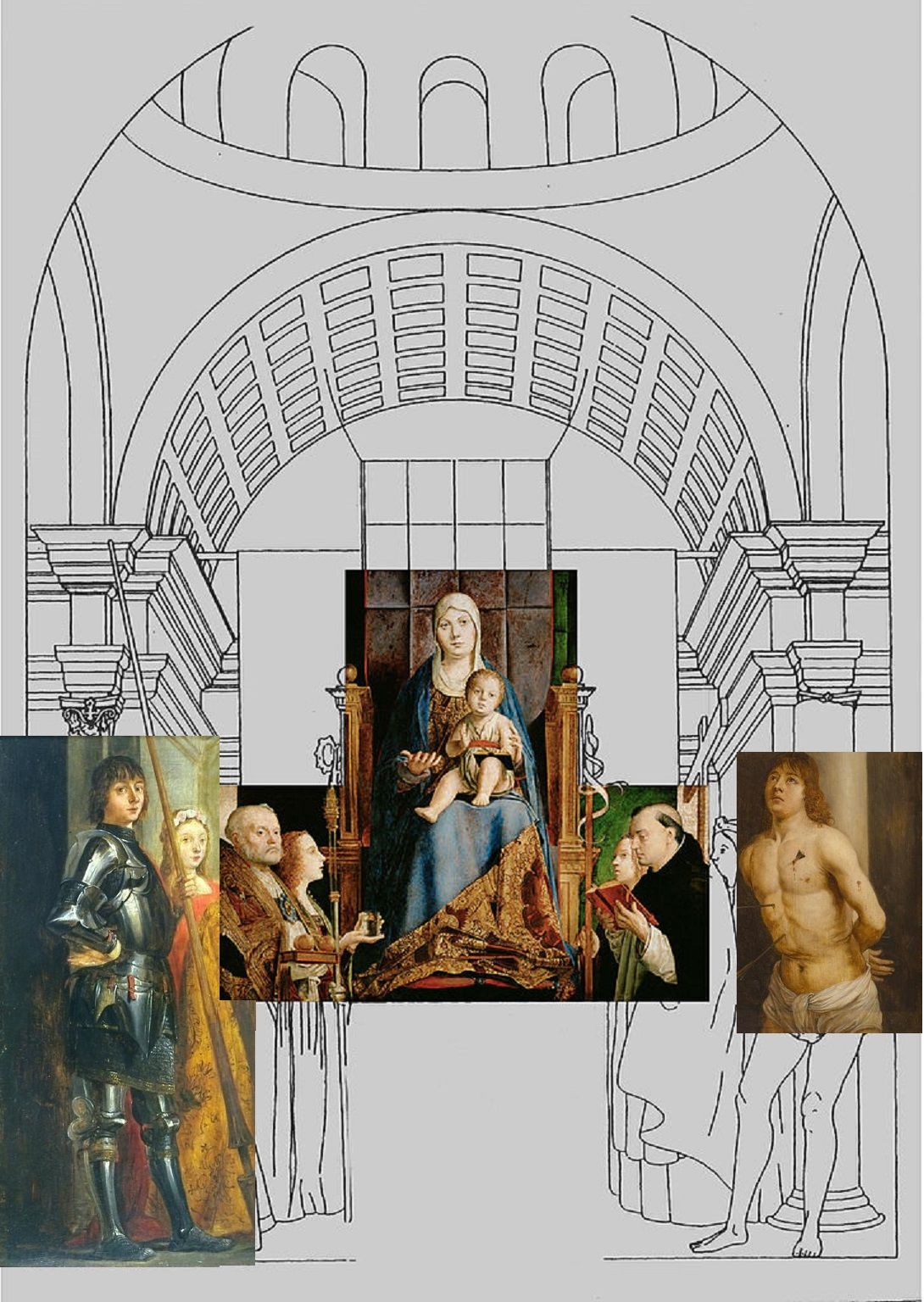
既存の断片および断片の複製による本来の祭壇画の再構成

『サン・カッシアーノの祭壇画』（サン・カッシアーノのさいだんが、伊: Pala di San Cassiano）は、イタリアのルネサンス期の巨匠アントネロ・ダ・メッシーナにより1475-1476年に制作された絵画である。ヴェネツィアのサン・カッシアーノ教会より依頼された。17世紀初頭に解体され、再統合された中央部分は現在、ウィーンにある美術史美術館に所蔵されている。制作当時、ヴェネト地方で最も影響を与えた絵画の一つであった。

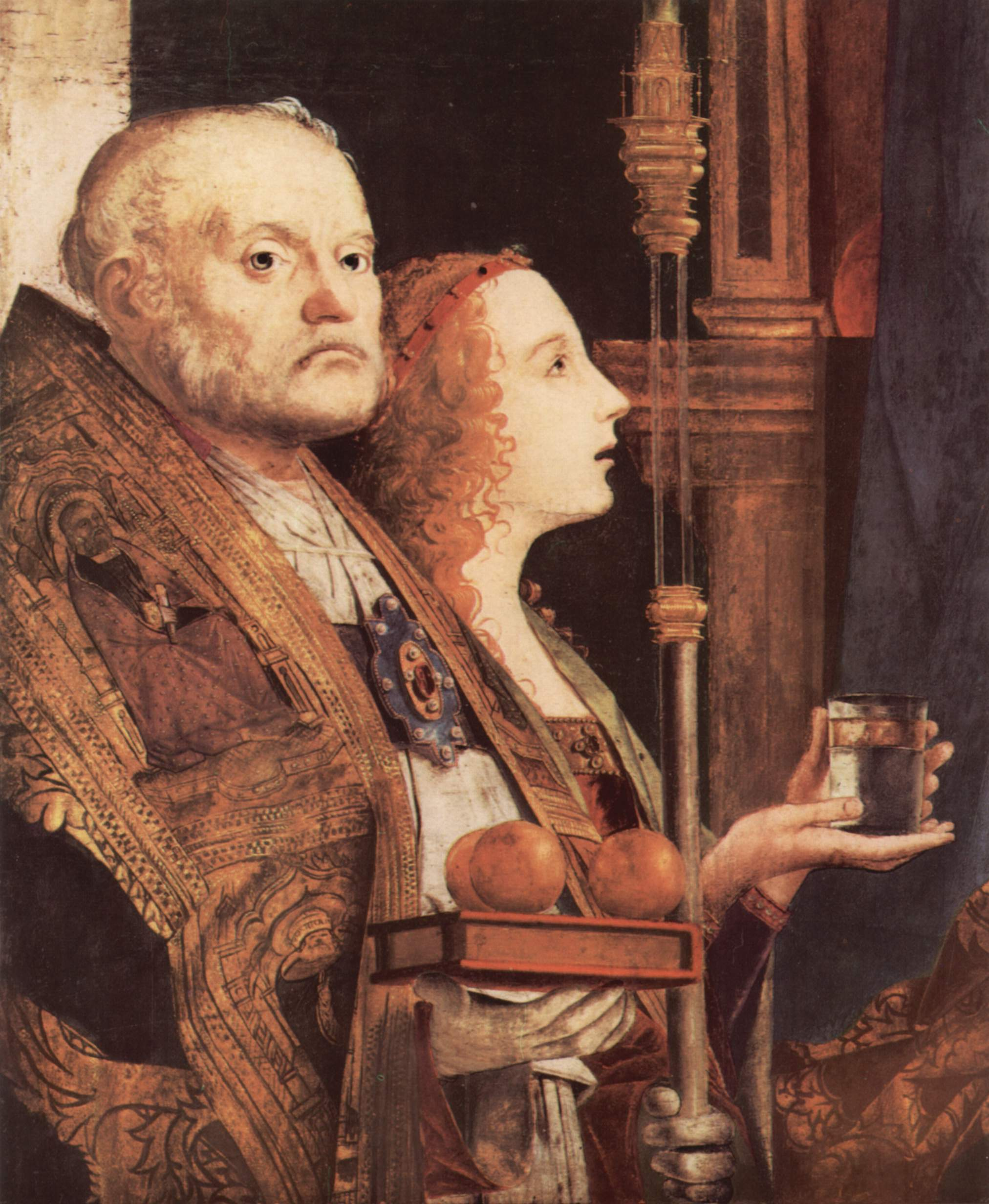
聖ニコラウスとマグダラのマリア (部分）

## 歴史
祭壇画がいつ分解されたのか、またなぜ分解されたのかは不明であるが、1660年にダフィット・テニールス(子）が自著『テアトルム・ピクトリウム』(Theatrum Pictorium) のために祭壇画の一部を記載した時には、祭壇画はすでに断片化していた。 1929年になって、ハンガリーの美術史家、ヨハネス・ヴィルデは三つの断片を再結合した。他の現存している断片は、仮想構築の研究による再構成に則って分析されている。本来、もっと大きな祭壇画であったが、現在は聖母マリアが即位している中央画面と、四人の聖人たちの半身像 (バーリの聖ニコラウス、マグダラのマリアまたは聖ウルスラ、聖ルチアと聖ドミニコ) のみで構成されている。
サン・ジョヴァンニ・エ・パオロ聖堂でのジョヴァンニ・ベッリーニによる別の『聖会話』（現在は複製でのみ知られている）に触発されたと考えられているが、より均衡の取れた構成とより地味な建築が特徴である。アントネロは、光の正確な使用によって一層効果的になっているピラミッド型の構成を採用した。
聖ニコラウスが抱えている、三つの金の球体が描かれた本は、持参金として使用するよう三人の女子に渡したという聖人の逸話を示している。